# 青蜂总科
青蜂总科（学名：Ｃhrysidoidea）是一个庞大且世界性的群体，其中所有物種都是其他昆虫的拟寄生虫或盗食寄生虫。其中有3个最常见的科：蚁形蜂科（Bethylidae）、青蜂科（Chrysididae）和螯蜂科（Dryinidae）；和4个稀有科： 梨头蜂科（Embolemidae）、毛角土蜂科（Plumariidae）、短节蜂科（Sclerogibbidae）和菱板蜂科（Scolebythidae）。大多数物种体型较小（7毫米或更小），几乎不超过15毫米。该总科传统上被认为是针刺亚纲（Aculeata）中的基羣，因此，有些物种可以蜇人，但其毒液強度对人类无害。
螯蜂科和梨头蜂科的物种是膜翅目中唯一具有生命周期的寄生蜂，其幼虫在宿主体内开始其生命，然后形成一个囊（称为寄生瘤），从宿主的腹部伸出。与之密切相关的短节蜂科科含有更多传统的寄生蜂，它们会攻击纺足目物種的若虫。